# بردگوری تنگ قراب ۳
بردگوری تنگ قراب ۳ در شهرستان اردل، بخش مرکزی، روستای قراب واقع شده و این اثر در تاریخ ۲۴ فروردین ۱۳۸۲ با شمارهٔ ثبت ۸۱۸۸ به‌عنوان یکی از آثار ملی ایران به ثبت رسیده است.